# بحيرة برانتنجهام
بحيرة برانتنجهام، بحيرة تبلغ مساحتها 327 فدان (1.37 كـم2)، داخل حديقة آديرونداك، تقع شرق برانتنجهام ، نيويورك في مقاطعة لويس، نيويورك. توفر البحيرة والمنطقة المحيطة، التي تعد موطنًا للمقيمين الموسمين وعلى مدار العام، مسارات للقوارب العامة وصيد الأسماك والصيد والمشي لمسافات طويلة وركوب الدراجات ومركبات النقل المؤتمتة والخيول وعربات الجليد، على الرغم من قلة عدد سكانها، فإن مدينة برانتنغهام تعمل بشكل جيد اقتصاديًا، مع مطاعم مثل حانة شجرة الصنوبر ونزل ترايلسايد وكوتشلايت ونزل برانتنغهام، كما أنها موطن لملعب غولف من 18 حفرة، ومتجر برانتنغهام العام، وإدارة مطافئ برانتنجهام والعديد من المعسكرات. خلال أشهر الشتاء، تستقبل المنطقة في المتوسط 150 بوصات من الثلج، مما يجعل من برانتنجهام وجهة شهيرة لعشاق الشتاء.

## تاريخ
هنود أونيدا، الذين أطلقوا على البحيرة اسم «بحيرة الاسماك»، تنازلوا عن معظم الأراضي الموجودة في برانتنجهام وما حولها إلى ولاية نيويورك بموجب معاهدة رسمية في 22 فبراير 1788.
في عام 1793، قدم ألكسندر ماكومب طلبًا لشراء أكثر من 3,500,000 فدان (14,000 كم2) من الأرض بسعر ستة سنتات للفدان، بما في ذلك مقاطعة لويس بأكملها. في 4 أبريل سنة 1794، تم بيع الأرض إلى توماس هوبر برانتنجهام من فيلادلفيا مقابل 23,073 دولارًا (ستة وأربعون سنتًا للفدان)، لكن بعد فترة وجيزة، نفذ ثلاث قروض عقارية على الأرض، متجاهلاً بالوفاء بديونه، وفي النهاية تم بيعها مرة أخرى.
أصبح جون جريج هو التالي الذي حصل على الأرض بعد برانتنجهام. تم تغيير اسم المدينة في النهاية إلى جريج، بسبب التصور السلبي السابق لتوماس هوبر برانتنجهام. حتى مع هذا التغيير، احتفظت البحيرة والقرية المحيطة بها باسم برانتنجهام.

## جغرافية
تغطي بحيرة برانتنجهام 341 فدان (1.43 كـم2) 11 ميل (18 كـم) من الخط الساحلي. يبلغ الحد الأقصى لعمق البحيرة 70 قدمًا، ويبلغ متوسط عمقها 30 قدمًا وفقًا للتقلبات السنوية لمستويات المياه. توجد جزيرتان، جزيرة جرانت (أو الجزيرة المستديرة)، وجزيرة دارك (أكبر بثلاث مرات تقريبًا). يمكن رؤية قضيبين رمليين يتميز كل منهما بعوامات وقضيب رمل مغمور بشكل مرئي في الجزء الخلفي من جزيرة الظلام المرئية. اعتمادًا على مستويات المياه السنوية، قد يتم تغطية هذه القضبان الرملية الضحلة فقط ببضعة أقدام من الماء، مما يتطلب الحذر على القوارب. ينتج قاع البحيرة القليل من الغطاء النباتي، ولكنه مغطى بالمواد العضوية والرمال، مما يجعل البحيرة مناسبة للترفيه خلال أشهر الصيف.
على الجانب الجنوبي الغربي من البحيرة يوجد مدخل يؤدي إلى جزء من البحيرة يشار إليه باسم «بركة الزنبق». يوجد جسرين يعبران هذا المدخل: 1) جسر المشي الخشبي الأقرب إلى برانتنجهام وهو من بقايا فندق برانتنجهام، و 2) الجسر الخرساني حيث يعبر طريق المدخل. كلا الجسرين صالحان للملاحة لمعظم القوارب ذات المحركات على الرغم من أن الارتفاع محدود. في أقصى طرف من بركة الزنبق (إلى الغرب من قاعدة «شادي بوينت») يوجد سد خرساني صغير يستخدم لخفض مستويات البحيرة من أكتوبر إلى مايو من أجل منع تآكل وتلف الأرصفة خلال فصل الشتاء. تتدفق المياه التي تسافر فوق هذا السد جنوبًا إلى بحيرة الصنوبر، ثم إلى أسفل جدول السمك وفي النهاية إلى النهر الأسود.
توجد مجموعة متنوعة من الأسماك في البحيرة مثل الخيشوم الازرق، والرمح الشمالي، والثور البني، وكورجون رنكي الشكل، والباس الكبير الفم، وقاروس ذو الفم الصغير، وسمك الشمس، وقاروس صخري، ومصاصة بيضاء، والفرخ الأصفر.
في عام 1995 حصلت ظاهرة مناخية قاسية وجيزة، وانفجار صغير تسبب في أضرار جسيمة في الممتلكات البحيرة والمناظر الطبيعية المحيطة بها.

## المواقع المحيطة
- بحيرة كاتسباو – بحيرة صغيرة (بركة القندس) شمال برانتنغهام مع وفرة من البيكيلر الصغير
- غلينفيلد – قرية صغيرة تقع غرب برانتنغهام، على النهر الأسود
- غريغ – بلدة على حدود الجزء الجنوبي الغربي من برانتنغهام
- اوتر كريك – خور وقرية صغيرة تحمل الاسم نفسه، شمال غريغ

## الصور

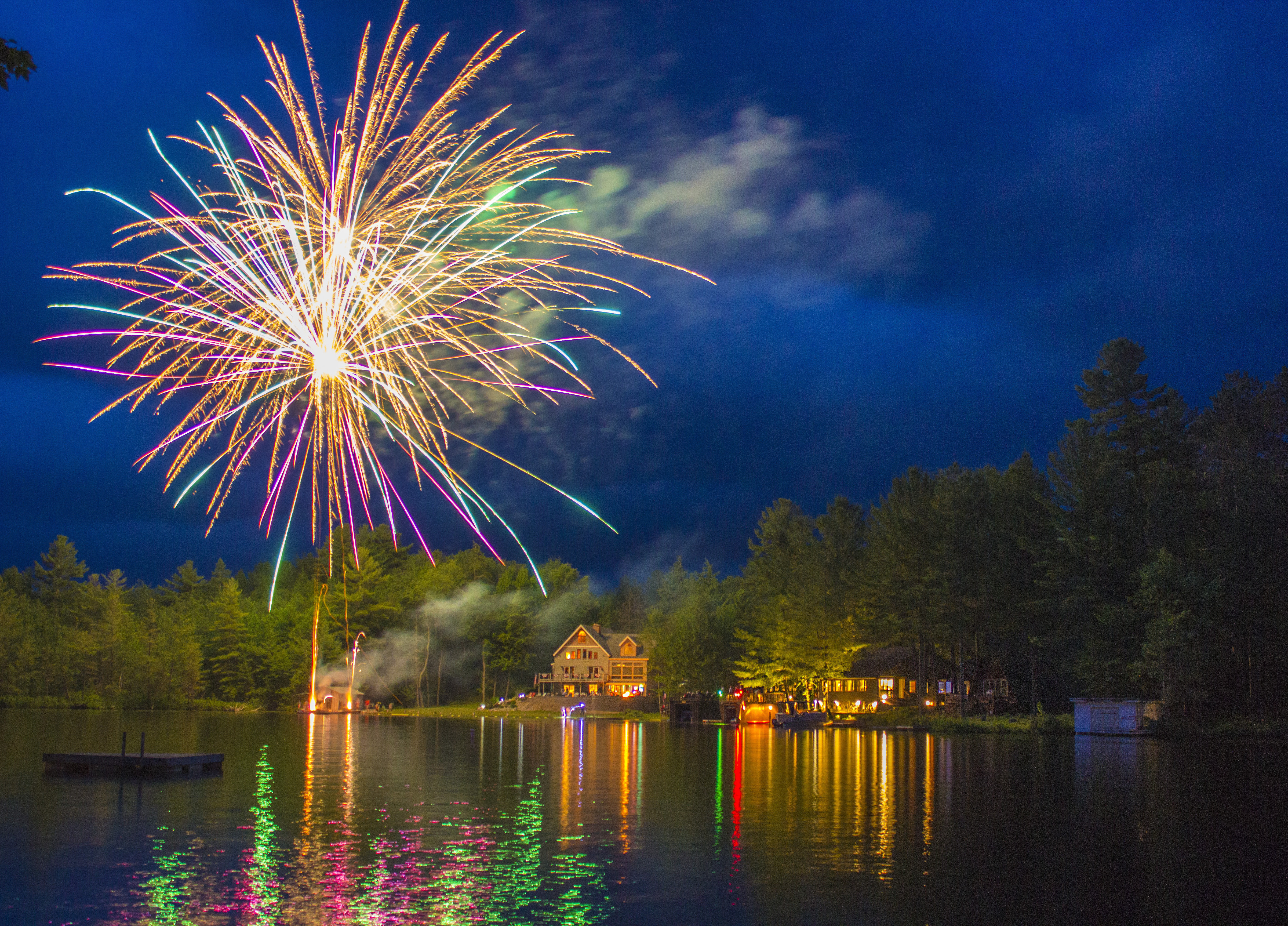
الألعاب النارية في 4 يوليو.
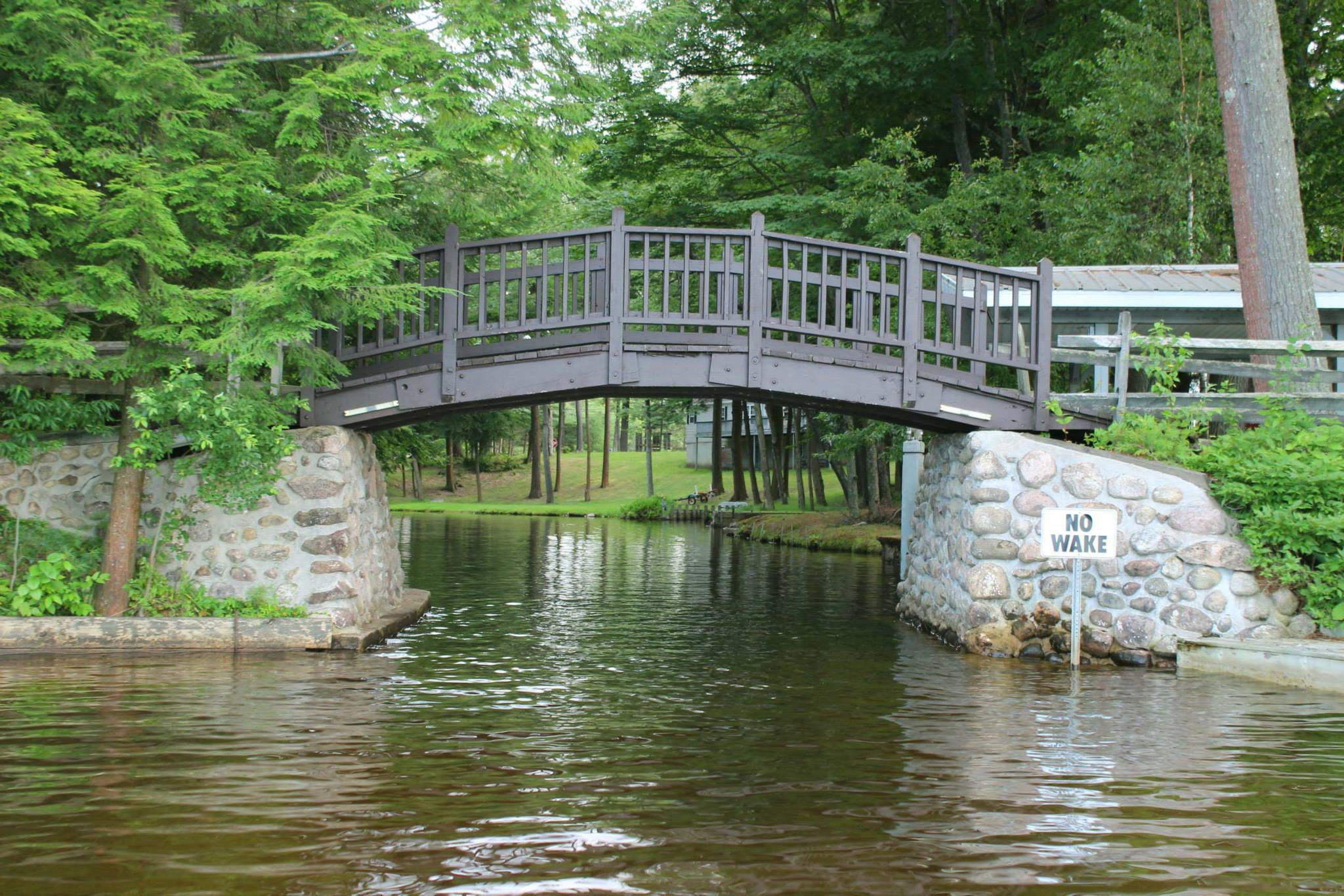
جسر ليلي بوند فوت على بحيرة برانتنغهام ، نيويورك
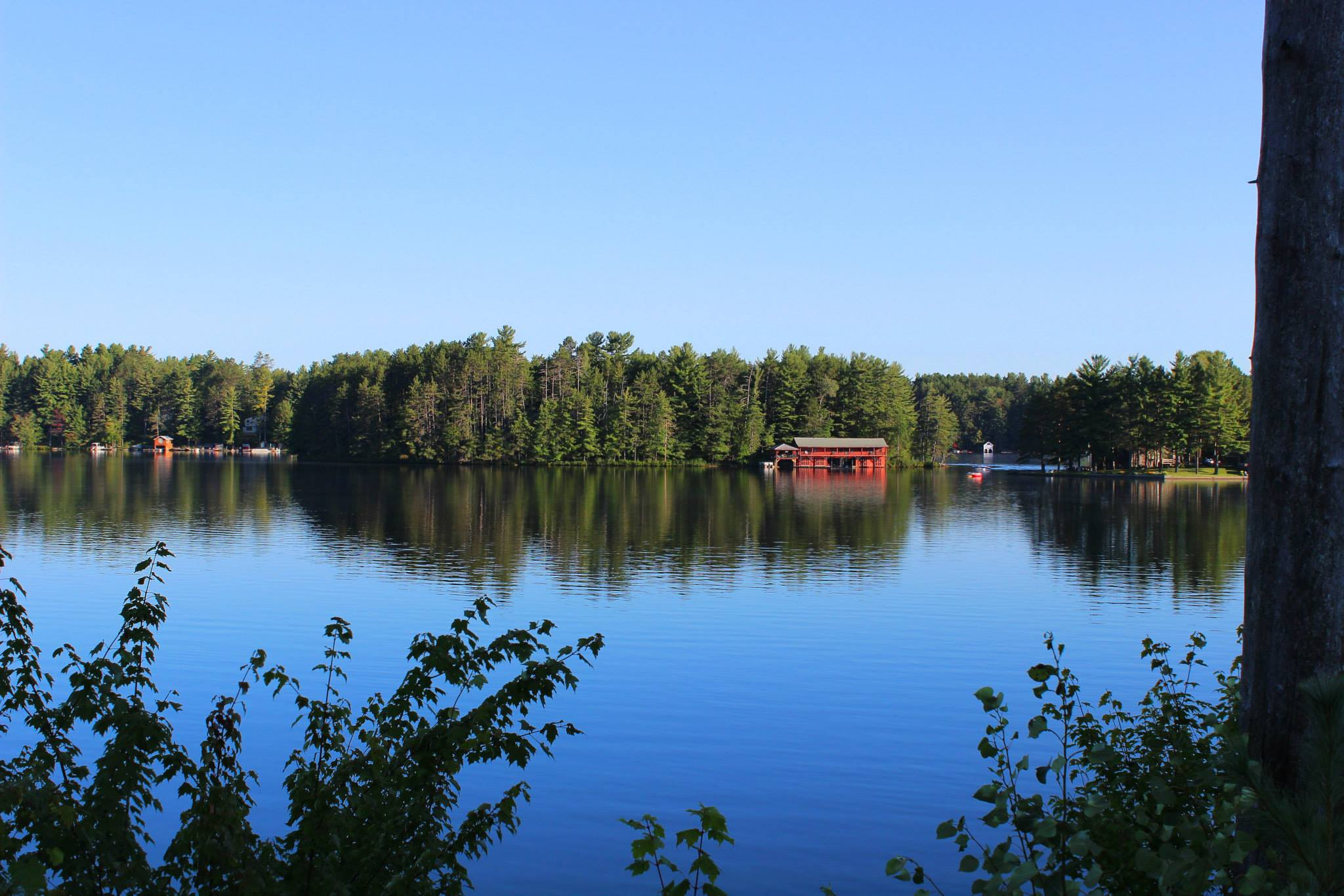
الجزيرة المظلمة في مسافة
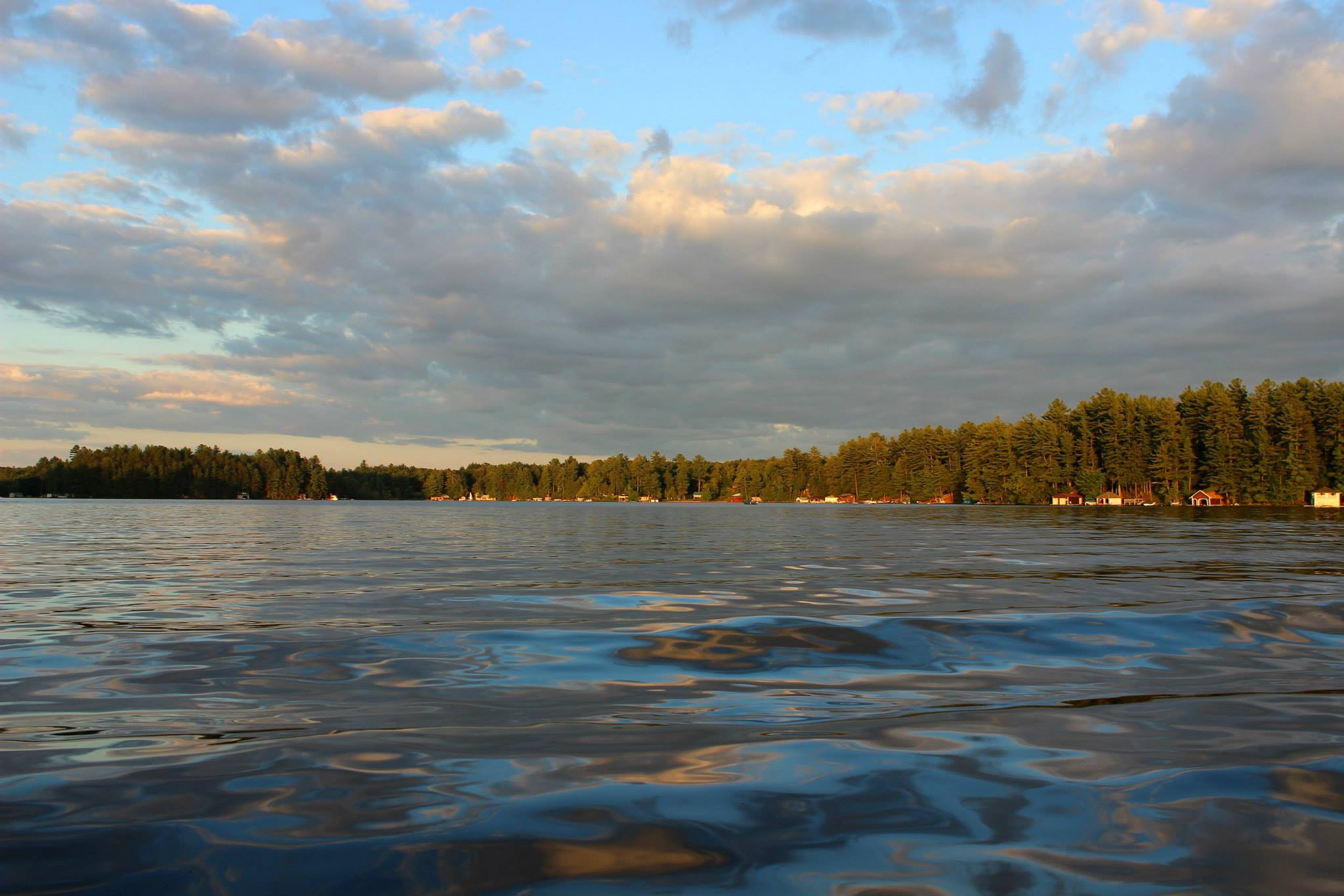
سماء الغسق فوق بحيرة برانتنجهام
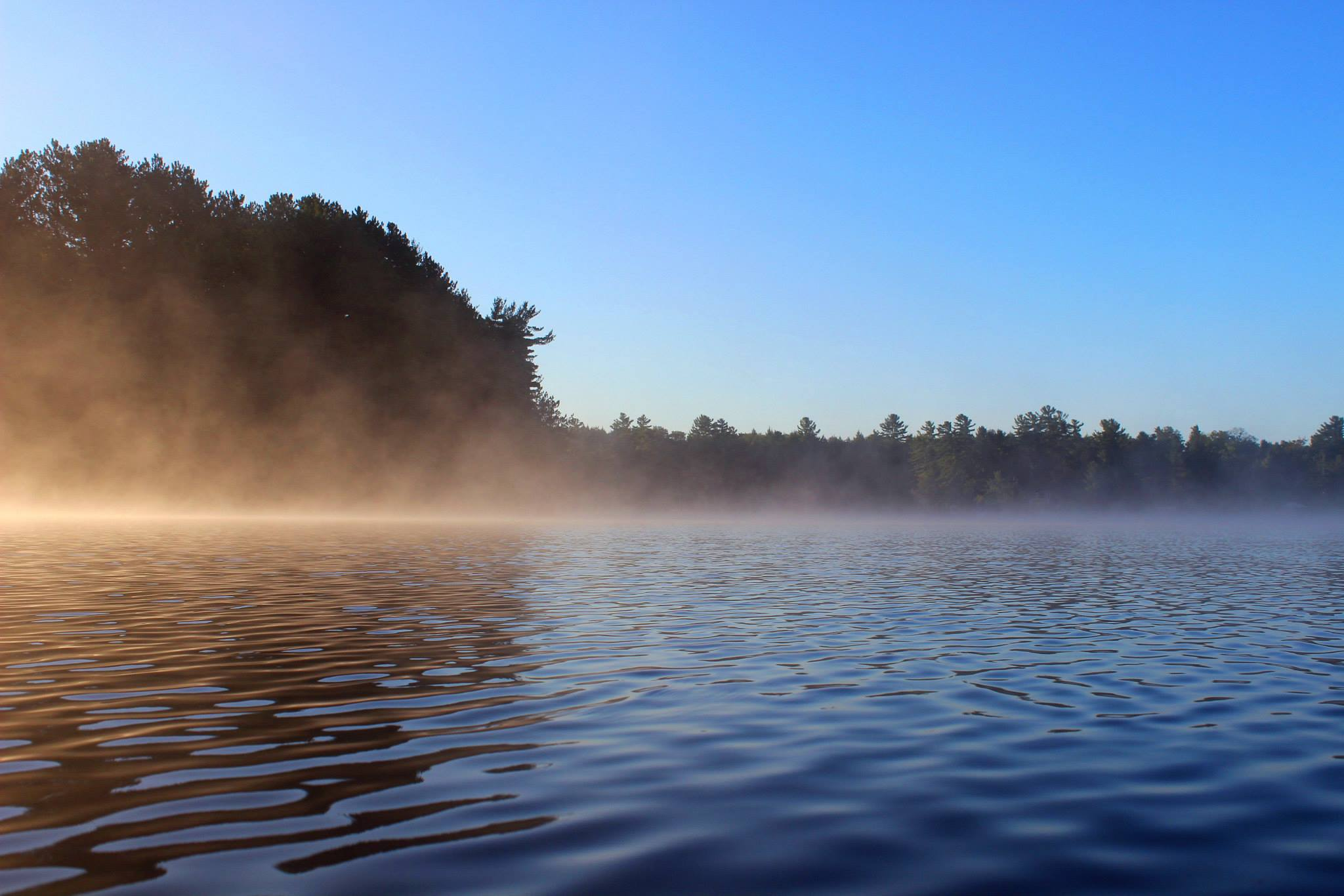
ضباب الصباح على البحيرة
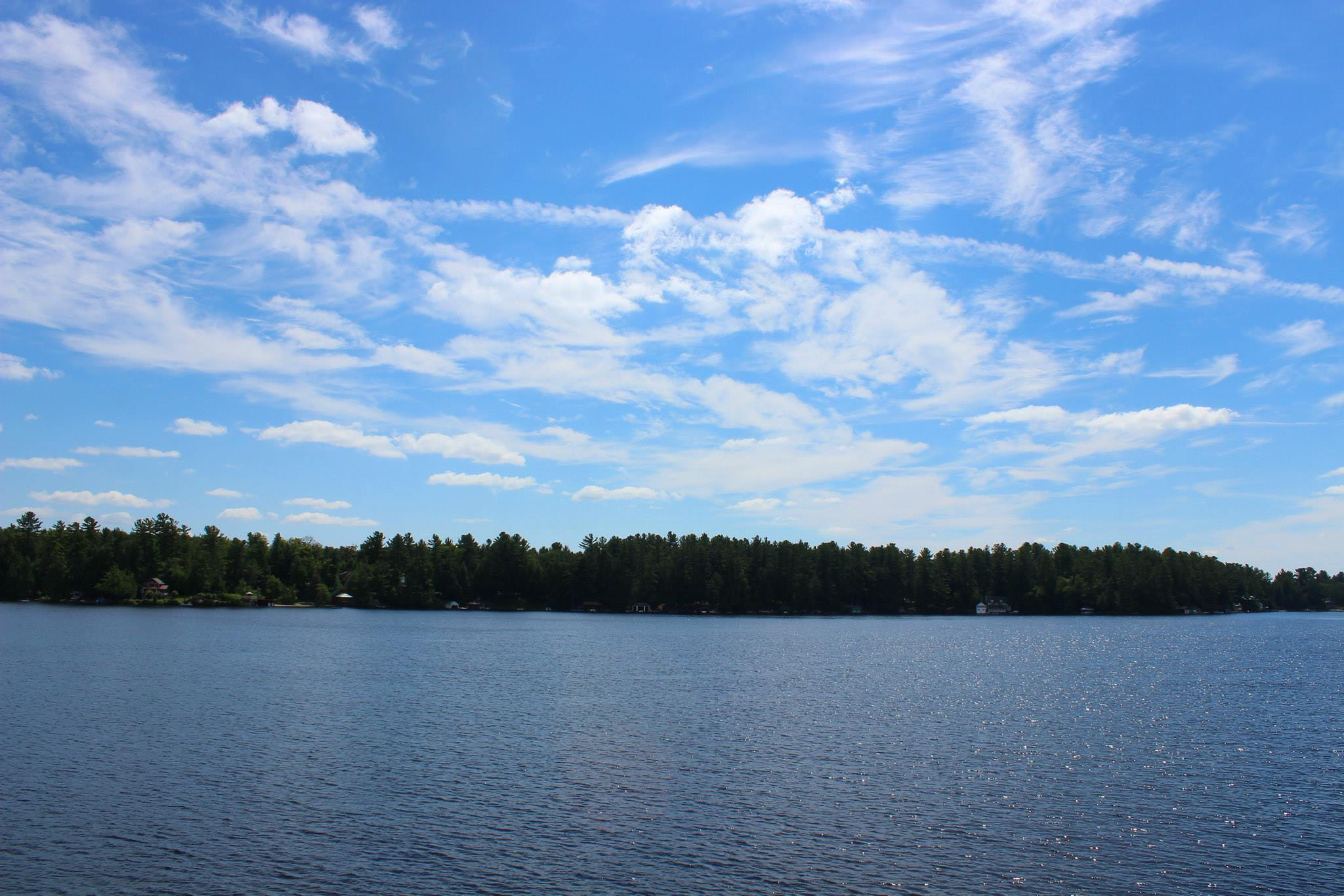
سماء الصيف فوق بحيرة برانتنغهام

- بحيرة
- سمك
- مقاطعة لويس (نيويورك)

## روابط خارجية
- جمعية مجتمع برانتنغهام
- بحيرة برانتنغهام